# 直接製鋼法
直接製鋼法（ちょくせつせいこうほう）とは、たたら製鉄の一種で、銑鉄を作らずに、原料から直接、粗鋼を作る方法。ケラ押し法ともいう。

## 工程
直接製鋼法（ケラ押し法）は酸性でチタン成分の少ない真砂砂鉄を原料とする。低温還元のため不純物混入が少ない。こうして作られた鋼は鍛造により日本刀や高級刃物となる。